# Csótfa
Csótfa je osada umístěná asi 3 km severozápadně od obce Jahodná v okrese Dunajská Streda.
Leží v intenzivní zemědělské oblasti Žitného ostrova, v geomorfologické části Pôtonská mokraď, na břehu Malého Dunaje u Klátovského ramene. Působí tu zemědělské družstvo. Má pravidelné autobusové spojení.